# Venerando Pulizzi
Venerando Pulizzi (Catania, 1792 – Washington, 8 ottobre 1852) è stato un militare e direttore di banda italiano naturalizzato statunitense.
Nel 1805, allora dodicenne, fu reclutato a Catania assieme al padre per unirsi alla United States Marine Band, della quale divenne poi il 3° (1816-17) e 5° direttore (1818-27), primo italiano ad avere un ruolo direttivo in un'orchestra americana.

## Biografia
Nel febbraio-marzo 1805 il capitano di marina John Hall a bordo della nave da battaglia americana Chesapeake in missione in Sicilia, scrisse ai propri superiori di aver provveduto secondo gli ordini ricevuti al reclutamento a Catania di un gruppo di musicisti italiani per formare una banda della Marina e che a Messina aveva procurato loro gli strumenti necessari a spese delle forze armate. L'iniziativa derivava da un desiderio espresso nel 1803 dallo stesso presidente statunitense Thomas Jefferson, il quale riteneva che la presenza di musicisti italiani avrebbe contribuito a migliorare la qualità della United States Marine Band. La Band, fondata con atto del Congresso dell'11 luglio 1798 e costituitasi nel 1799, a Washington era divenuta la sua favorita ("The President's Own"), avendo suonato alla sua inaugurazione il 4 marzo 1801.
Il gruppo fu reclutato come una Band indipendente sotto la direzione del napoletano Gaetano Carusi (1756-1843), allora maestro direttore di banda a Catania. Tra i musicisti assoldati c'era anche il dodicenne Venerando Pulizzi, arruolatosi assieme al padre Felice Pulizzi (1770-1846), allo zio (?) Francesco di 40 anni e al fratello minore Gaetano di 10 anni. Venerando e Gaetano Pulizzi non erano i soli ragazzi del gruppo. I musicisti sposati si era portati con loro mogli e figli, e 6 ragazzi risultavano parte della banda. C'erano così anche i tre figli di Carusi (Samuele che aveva 10 anni, Ignazio 9 e Gaetano 8), e Gaetano Sardo (10). Completavano il gruppo Ignazio Di Mauro (27), Domenico Guarnaccia (28), Salvatore Lauria (26), Pasquale Lauria (28), Giuseppe Papa (21), Antonio Paterno' (41), Giacomo Sardo (24), Michele Sardo (28), e Corrado Signorello (28).
Il gruppo fu assegnato come Band militare della nave da guerra President. Dopo un viaggio avventuroso, che li vide anche partecipare a scontri a fuoco al largo di Tripoli, il gruppo approdò negli Stati Uniti.
A Washington la Band dei musicisti italiani fu disciolta e i suoi membri furono ufficialmente aggregati il 31 luglio 1806 alla United States Marine Band. Non tutti - a cominciare del maestro Gaetano Carusi che si vedeva privato del suo ruolo di direttore - decisero di restare a queste condizioni. I componenti della famiglia Pulizzi furono tra coloro che restarono.
Venerando Pulizzi si rivelò un musicista di grande talento. Rimarrà per quasi 30 anni alla United States Marine Band, ricoprendone ruoli di sempre maggiore responsabilità. Promosso Fife Major il 9 giugno 1812, ne diverrà per due volte direttore, succedendo a William Farr (1799-1804) e Charles S. Ashworth (1804-16). Dapprima lo sarà in modo del tutto provvisorio, dal 17 ottobre 1916 al 10 dicembre 1817, in attesa della nomina del nuovo direttore, John Powley (1817-18). Quindi lo diverrà in modo più stabile dal 1818, vedendo alfine ufficialmente riconosciuto pienamente il suo ruolo il 24 luglio 1924, fino al 3 settembre 1827. Pulizzi fu il primo musicista italiano ad avere una posizione direttiva in una prestigiosa orchestra degli Stati Uniti. Dopo di lui altri tre italiani nell'Ottocento dirigeranno la Band: Joseph Lucchesi (1844-46), Francis M. Scala (1855-71) e Francesco Fanciulli (1892-97).
L'evento più memorabile di cui la Banda fu protagonista negli anni della direzione Pulizzi fu la visita di Gilbert du Motier de La Fayette negli Stati Uniti nel 1824-1825 su invito del presidente James Monroe. Quando Lafayette arrivò a Washington il 12 ottobre 1824 fu accolto con il più grande corteo mai organizzato fino ad allora a Washington. Due giorni dopo, il presidente Monroe tenne una cena di stato in suo onore. In entrambe le occasioni la musica fu fornita dalla Banda dei Marines, sotto la direzione di Venerando Pulizzi. E quando l'anno successivo, il 6 settembre 1925, il compleanno di Lafayette fu celebrato alla Casa Bianca, toccò sempre a Venerando Pulizzi guidare la Band nell'esecuzione della Marsigliese al momento del brindisi ufficiale.
Venerando Pulizzi lasciò la United States Marine Band nel 1832, cinque anni dopo la scadenza del suo mandata di direttore, per essere nominato Sergente Maggiore dei Marines. Rimase in servizio nella Marina americana fino alla sua morte nel 1852.
Anche il figlio (Venerando Jr.; m.1905) e il nipote (Talbot Ogden; m.1953) di Pulizzi servirono nell'esercito americano.